# Platz-Experiment
Als Platz-Experiment werden in der parapsychologischen Literatur eine Reihe von Experimenten zur Präkognition bezeichnet, die unter anderem von und mit dem holländischen Hellseher Gerard Croiset (1909–1980) in den 1950er und 1960er Jahren durchgeführt wurden.

## Die ersten Experimente
Das erste Experiment dieser Art führte im Jahre 1926 der Parapsychologe Eugène Osty (1874–1938) durch.
Im Juni 1953 wurde von Hans Bender und W.H.C. Tenhaeff der Ansatz dieser Experimente wieder aufgegriffen und in einer Pfälzer Volkshochschule ein neues Experiment dieser Art durchgeführt. Croiset und die beiden Leiter des Experimentes hatten für einen bestimmten Abend einen Raum in der dortigen Volkshochschule gebucht und die Öffentlichkeit zu einem Experiment ohne nähere Angaben eingeladen. Am Tag der Veranstaltung zeichnete Croiset in Neustadt an der Weinstraße einen Bestuhlungsplan des Raumes in der Volkshochschule Pirmasens und kreuzte darauf den Platz 73 an. Daraufhin machte er sehr detaillierte Angaben über die Person („Zielperson“), die am Abend des Tages sich auf diesen Platz setzen würde, die sich nicht  nur auf das Aussehen, die Bekleidung, das Alter und Geschlecht bezogen, sondern auch auf sehr genaue Einzelheiten der Biografie. Am Abend der Veranstaltung erschienen 250 Personen, die in freier Wahl sich auf die vorhandenen Plätze setzten. Eine zur Beschreibung von Croiset passende Person saß jedoch nicht auf Platz 73, sondern zwei Plätze weiter. Bei einer anschließenden Befragung bestätigte diese die persönlichen Details in den Einzelheiten.